# Pretty Deadly
I Pretty Deadly sono un tag team di wrestling attivo in WWE dal 2019, composto da Elton Prince e Kit Wilson.
I due hanno detenuto due volte l'NXT Tag Team Championship e una volta l'NXT UK Tag Team Championship.

## Storia

### WWE (2019–presente)

#### NXT UK(2019–2022)
I Pretty Deadly debuttarono in WWE nel territorio di sviluppo di NXT UK nella puntata del 20 marzo 2019 venendo sconfitti dall'Hunt (Primate e Wild Boar). Nella puntata di NXT UK del 28 gennaio vinsero un Fatal 4-way Tag Team Elimination match che comprendeva anche Ashton Smith e Oliver Carter, Morgan Webster e Mark Andrews e l'Hunt eliminando per ultimi Andrews e Webster, diventando gli sfidanti all'NXT UK Tag Team Championship. Nella puntata di NXT UK del 25 febbraio i Pretty Deadly sconfissero Mark Coffey e Wolfgang del Gallus conquistando così l'NXT UK Tag Team Championship per la prima volta. Nella puntata di NXT UK del 19 agosto i Pretty Deadly mantennero le cinture contro Moustache Mountain, per poi cedergli le cinture il 9 dicembre ad NXT UK, ponendo fine al regno durato 287 giorni.

#### NXT(2022–2023)
I Pretty Deadly debuttarono ad NXT nella puntata del 5 aprile attaccando brutalmente alle spalle i Creed Brothers al termine dell'incontro vinto da questi ultimi contro Fabian Aichner e Marcel Barthel. Nella puntata di NXT 2.0 del 12 aprile i Pretty Deadly vinsero il vacante NXT Tag Team Championship in un Gauntlet match entrando per ultimi ed eliminando i Creed Brothers. La settimana dopo, ad NXT 2.0, i Pretty Deadly conservarono i titoli contro Dexter Lumis e Duke Hudson. Il 4 giugno, a NXT In Your House, i Pretty Deadly persero le cinture di coppia contro i Creed Brothers dopo 53 giorni di regno.
Nella puntata di NXT 2.0 del 19 luglio i Pretty Deadly affrontarono Brooks Jensen e Josh Briggs per l'NXT UK Tag Team Championship ma vennero sconfitti. Il 4 settembre, a NXT Worlds Collide, i Pretty Deadly vinsero per la seconda volta sia l'NXT Tag Team Championship che l'NXT UK Tag Team Championship in un Fatal 4-Way Tag Team Elimination match valido per l'unificazione dei due titoli sopracitati che comprendeva anche i Creed Brothers (NXT Tag Team Champions), Brooks Jensen e Josh Briggs (NXT UK Tag Team Champions) e il Gallus (Mark Coffey e Wolfgang); i Pretty Deadly eliminarono per i ultimi i Creed Brothers, vincendo la contesa, grazie al tradimento di Damon Kemp ai danno di questi ultimi. Nella puntata di NXT 2.0 del 13 settembre i Pretty Deadly mantennero le cinture contro i Creed Brothers in uno Steel Cage match grazie all'interferenza di Damon Kemp. Nella puntata di NXT del 4 ottobre i Pretty Deadly conservarono i titoli contro i Brawling Brutes (Butch e Ridge Holland) grazie all'intervento dell'Imperium (Giovanni Vinci e Ludwig Kaiser). Il 26 ottobre, ad NXT, i Pretty Deadly prevalsero su Edris Enofé e Malik Blade mantenendo i titoli di coppia. La settimana dopo, ad NXT, i Pretty Deadly difesero i titoli contro la coppia formata dall'NXT Champion Bron Breakker e l'NXT North American Champion Wes Lee grazie all'intervento di Carmelo Hayes. Nella puntata di NXT del 22 novembre i Pretty Deadly conservarono i titoli di coppia contro Andre Chase e Duke Hudson grazie ad un errore di quest'ultimo. Il 10 dicembre, ad NXT Deadline, i Pretty Deadly persero i titoli contro il New Day (Kofi Kingston e Xavier Woods) dopo 97 giorni di regno. Il 4 febbraio, a NXT Vengeance Day, i Pretty Deadly parteciparono ad un Fatal 4-Way Tag Team match per l'NXT Tag Team Championship che comprendeva anche i campioni del New Day, Andre Chase e Duke Hudson e il Gallus ma il match venne vinto da questi ultimi. Nella puntata di NXT del 14 marzo i Pretty Deadly affrontarono il Gallus per l'NXT Tag Team Championship ma vennero sconfitti.

#### SmackDown(2023–presente)
Il 1º maggio 2023, per effetto del Draft, i Pretty Deadly vennero promossi al roster di SmackDown. I Pretty Deadly debuttarono nello show nella puntata del 19 maggio sconfiggendo i Brawling Brutes (Butch e Ridge Holland). Nella puntata di SmackDown del 16 giugno vinsero un gauntlet match eliminando per ultimi i Brawling Brutes (Ridge Holland e Sheamus) diventando i nuovi sfidanti all'Undisputed WWE Tag Team Championship di Kevin Owens e Sami Zayn. Due settimane dopo, a SmackDown, affrontarono Kevin Owens e Sami Zayn per le cinture unificate di coppia ma vennero sconfitti. Nella puntata di SmackDown del 2 febbraio i Pretty Deadly parteciparono ad un fatal four-way tag team match che comprendeva anche Angel e Berto, Cruz Del Toro e Joaquin Wilde e Pete Dunne e Tyler Bate per determinare i nuovi sfidanti all'Undisputed WWE Tag Team Championship ma a vincere furono Dunne e Bate.

## Nel wrestling

### Mosse finali
- Spilt Milk (Spinebuster di Wilson in combinazione con una Neckbreaker di Prince)

### Musiche d'ingresso
- Slingshot dei def rebel (2019–2022)
- Undercover dei def rebel (2023)
- On and On dei def rebel (2023–presente)[16]

## Titoli e riconoscimenti
- International Pro Wrestling: United Kingdom
  -  IPW:UK Tag Team Championship (2)

- WWE
  -  NXT Tag Team Championship (2)
  -  NXT UK Tag Team Championship (1)[senza fonte]